# Parc scientifique de Kuopio
Le Parc scientifique de Kuopio (en finnois : Kuopion tiedepuisto ; en anglais : Kuopio Science Park) est situé dans le quartier de Savilahti à Kuopio en Finlande.

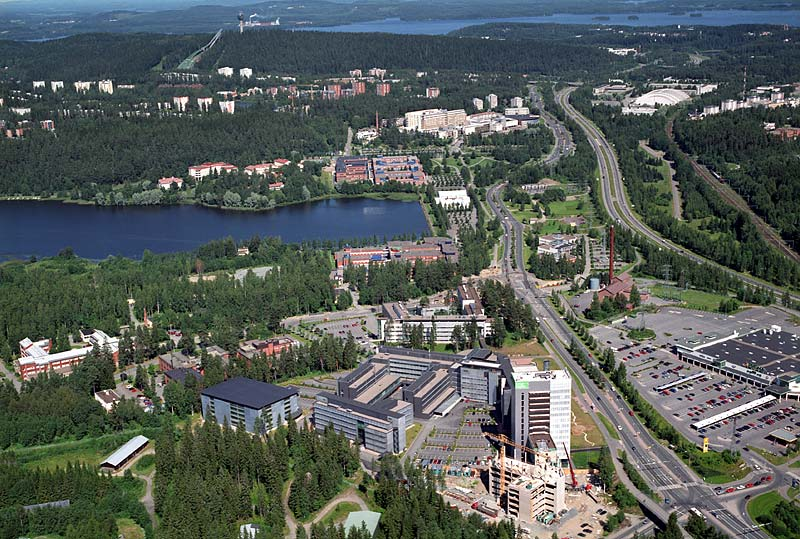
Savilahti, au premier plan le technoparc Teknia.

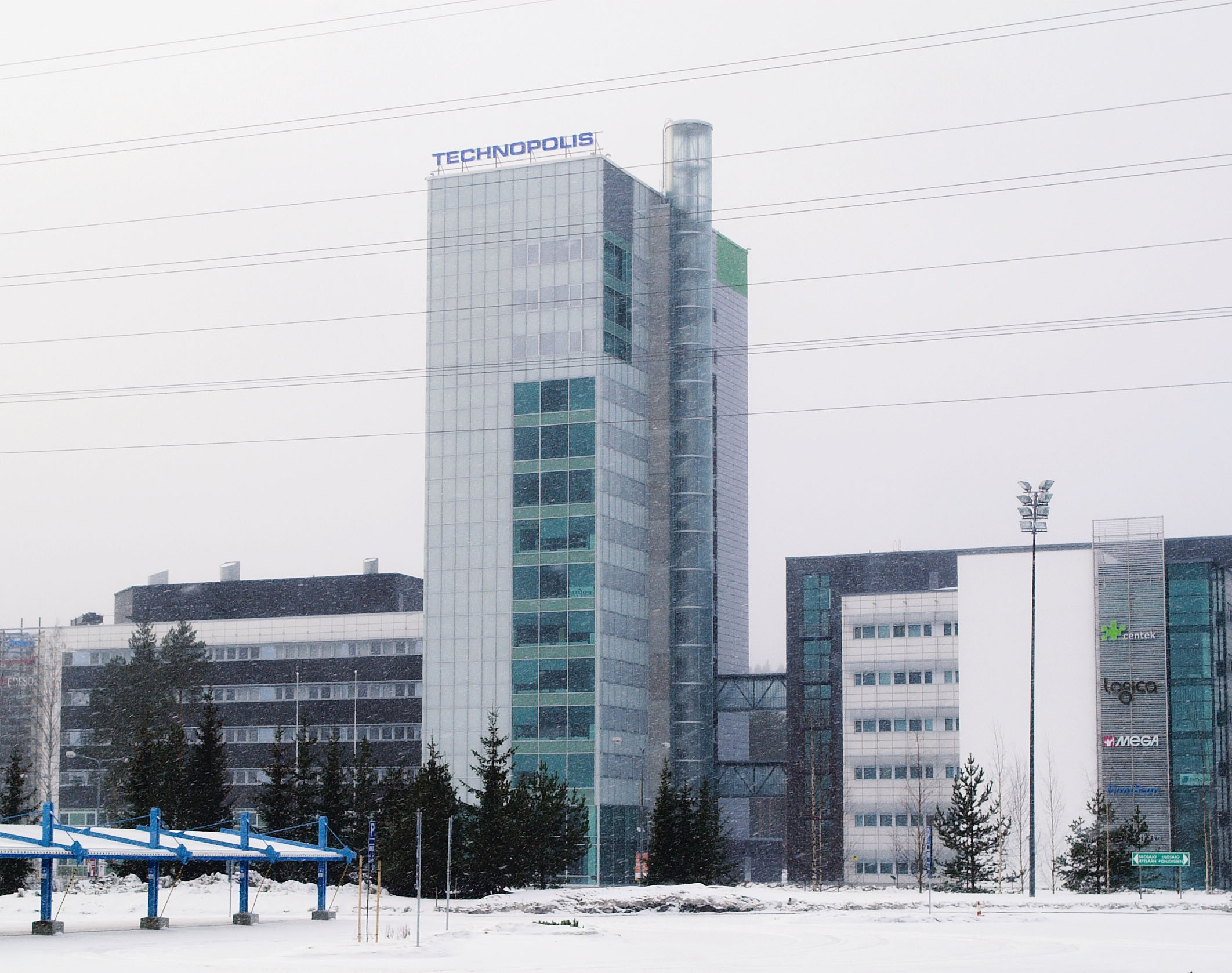
La tour Microtower.

## Description
Le parc accueille des universités et un Centre hospitalier universitaire et de nombreuses équipes de recherche. Sa partie nommée Technopolis Kuopio  héberge de nombreuses petites ou moyennes entreprises du domaine des technologies de l'information et de la communication, certains laboratoires des écoles supérieures et des équipes de recherche y sont aussi présentes.
Le parc est très important pour la région, il propose une grande partie des emplois de Kuopio soient 45 000 au 1er janvier 2008), ainsi que des sociétés internationales.
Le parc compte aussi plus de 10 000 étudiants.

## La tour Microtower
Avec ses 65 mètres de hauteur, la tour Microtower est le plus haut bâtiment de Kuopio et l'un des plus hauts bâtiments de Finlande.

## Organismes du parc
Les Organismes les plus importants du Parc sont:
- Université de l'est de la Finlande, Campus de Kuopio (ex. Université de Kuopio)[5] (1600 emplois)[6]
- Université des sciences appliquées Savonia[7],
- Centre hospitalier universitaire de Kuopio[8] (3999 emplois)[6],
- Centre de recherche Neulanen[9]: Unité des maladies animales et de la sécurité alimentaire du centre de la sécurité alimentaire Evira, Institut de la santé au travail (environ 200 emploi),
- Centre de recherche géologique : Unité de l’est de la Finlande (200 emplois[10],[6]),
- Institut météorologique finlandais, unité de Kuopio[11],
- Forces armées finlandaises, services alimentaires[12],
- VTT, unité de Kuopio[13],
- Centre de sécurité et de développement pharmaceutique (Fimea)

### Étapes de construction
| Année | Unité         |
| 1990  | Tietoteknia   |
| 1994  | Bioteknia 1   |
| 1999  | Bioteknia 2   |
| 2000  | Microteknia 1 |
| 2002  | Microteknia 2 |
| 2004  | MicroTower    |
| 2005  | Microteknia 3 |
| 2006  | Microteknia 4 |
| 2000  | Innoteknia    |

## Galerie

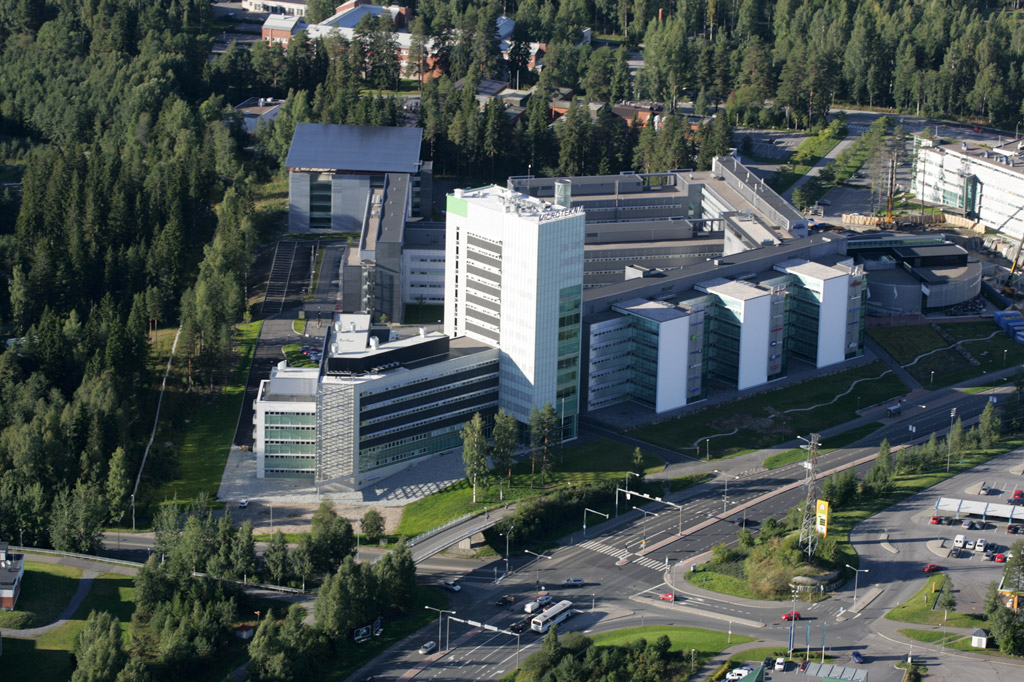
Le parc scientifique Teknia.
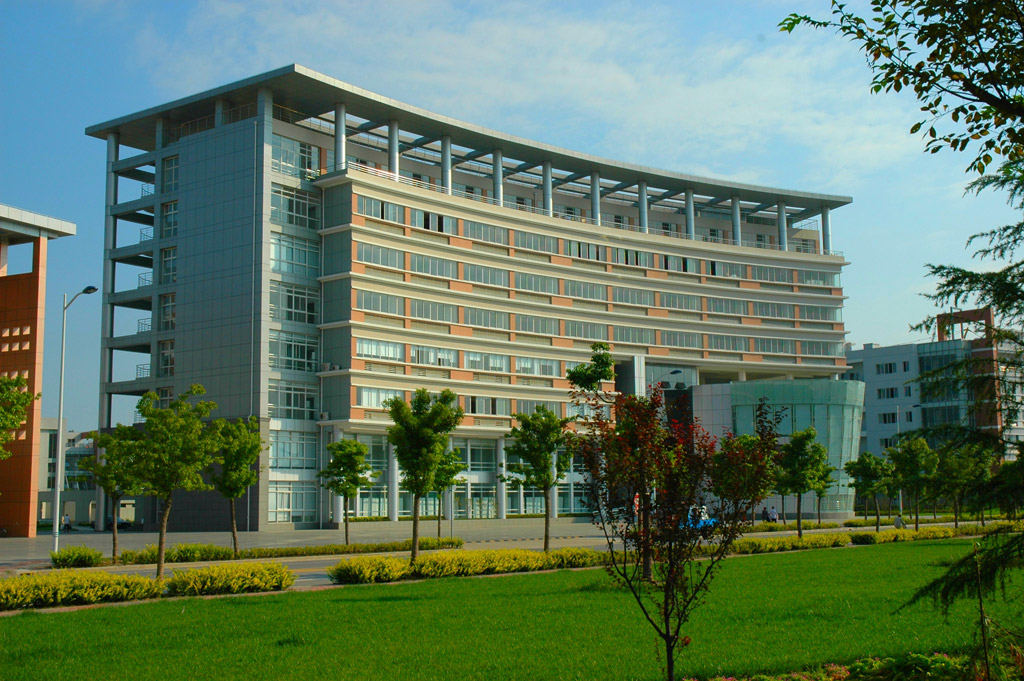
Le parc scientifique Teknia à Sanghai.